# Jaspers (gruppo musicale)
I Jaspers sono un gruppo musicale italiano di Milano formatosi nel 2009.

## Storia del gruppo
I Jaspers nascono nel 2009 dall'incontro tra diversi artisti conosciutisi presso il CPM music Institute di Milano.
Band di difficile catalogazione, con varie influenze artistiche e musicali (dal rock, pop, alternative, progressive, reggae, funk alla musica classica) spesso comparati ad artisti quali Frank Zappa ed Elio e le Storie Tese.
Il nome è ispirato al filosofo e psichiatra Karl Jaspers, spesso definiti una concept band in maschera, che porta sul palco una sorta di Opera rock theatre. Durante i loro concerti ognuno dei componenti rappresenta il personaggio di un manicomio immaginario che prende vita sul palco, gli show sono ironici e molto coinvolgenti.
Nel 2010 vengono notati da Franco Mussida con cui nasce una collaborazione e nello stesso anno firmano con la Label Talking Cat di Roberto Galli.
Nel dicembre 2012 realizzano e pubblicano il loro primo album, Mondocomio, concept album interamente concentrato sulla “pazzia dei giorni nostri”, ed iniziano le prime apparizioni radio e tv con i primi videoclip.
Nel 2013 esce il singolo In fondo al mar (cover della canzone Disney tratta dal film La Sirenetta).
Poco dopo, una necessità di cambiamento porta la band a Londra dove lavora a nuove composizioni insieme a Cass Lewis (bassista degli Skunk Anansie).
Nel 2017 vengono ingaggiati per far parte del cast della trasmissione Quelli che il calcio (RAI 2)
Dopo una serie di singoli e diversi tour nel 2019 esce il secondo album ufficiale, NON CE NE FREGA NIENTE, distribuito da Universal Music Group.
Nel 2020 interrompono i rapporti di management e produzione dalla precedente etichetta discografica.
A maggio 2021 pubblicano "Pianeta Terra", il brano che sancisce il loro ritorno sulla scena rock.
Dopo un periodo di attività gestito da indipendenti, firmano un contratto di management con Sorry Mom! per l’etichetta Be NEXT Music, distribuita da Sony Music Italia.
Nel 2022 escono con i singoli "Rockstar" e "Dante".
Nel 2023 escono con il singolo "Le laid c'est beau"
Nel Dicembre 2023 pubblicano il loro terzo album "Come asini nel pozzo." (NEEDA / Indaco / AltafonteItalia)
Dai primi anni di vita ad oggi la band porta la sua musica in tutta Italia, suona e collabora con diversi artisti e produttori italiani.

## Formazione
Attuale
- Fabrizio Bertoli - voce (2009-presente)
- Giuseppe Ferdinando Zito - voce  (2009-presente)
- Eros Pistoia - chitarra (2009-presente)
- Erik Donatini - basso (2009-presente)
- Francesco Sgarbi - tastiere (2009-presente)

Ex Componenti
- Joere Olivo - batteria (2009-2021)

## Discografia

### Album
- 2012 - Mondocomio[30]
- 2019 - NON CE NE FREGA NIENTE[31]
- 2023 - Come asini nel pozzo[24][32][25]

### Singoli
- 2013 - In fondo al mar[33]
- 2014 - Il Collo del re[34]
- 2015 - Stavo già sperando[35]
- 2015 - MaleNor[36]
- 2016 - Mastica[37]
- 2016 - Mr. Melody[38][39]
- 2018 - Tonalità[40]
- 2018 - Vodka e noccioline[41]
- 2019 - L'Happiness[29]
- 2019 - Milioni di Stelle[42]
- 2019 - Il Cielo in Una Stanza[43]
- 2021 - Pianeta Terra[17]
- 2022 - Rockstar[19]
- 2022 - Dante[44]
- 2023 - Le laid c'est beau[21]
- 2023 - Riscaldamento globale[45][46]

## Carriera televisiva
Dal 2017 al 2021 i Jaspers sono stati la resident band ufficiale della trasmissione Quelli che il calcio (RAI 2)